# Rhaphidophora megastigma
Rhaphidophora megastigma — вид квіткових рослин із родини Araceae, роду Rhaphidophora. Це ліана, рідним ареалом якої є зх Суматра.